# Acianthera lojae
Acianthera lojae är en orkidéart som först beskrevs av Rudolf Schlechter, och fick sitt nu gällande namn av Carlyle August Luer. Acianthera lojae ingår i släktet Acianthera och familjen orkidéer. Inga underarter finns listade i Catalogue of Life.